# Sagipa
Saquesazipa, également appelé Sagipa, est le cinquième souverain du royaume de Bacatá, c’est-à-dire du Zipanat, au sein de la confédération Muisca. La faction traditionaliste de la communauté muisca du Zipanat le considère comme un usurpateur, le successeur légitime étant son neveu, le psihipqua (prince de sang) Chiayzaque, par ailleurs seigneur de Chía.
D’autres formes de son nom sont Saquesazippa, Saquezazippa et Sacresasigua.

## Biographie

### Jeunesse
Il est le fils du Zipa Nemequene et le frère de Tisquesusa.
En 1514, après avoir écrasé les révoltes au sein du Zipanat, le Zipa Nemequene prépare une expédition militaire contre le Zaque, Eucaneme. En apprenant le plan d'invasion, Eucaneme prépare la défense du Zaquanat avec une armée de 50 000 hommes. Dans le même temps l'armée du Zipa est organisée comme suit : Sagipa commande l'avant-garde ; Tisquesusa va à l'arrière tandis que Nemequene agit en tant que général en chef.
La bataille a lieu sur le site archéologique de Las Vueltas, où coule un petit ruisseau du même nom. Elle se prolonge jusqu’à minuit. L'armée du Zipa compte déjà sur la victoire lorsque Nemequene, enthousiasmé, se lance sur le terrain adverse, où il reçoit une fléchette mortelle sur la poitrine. La nouvelle se répand rapidement parmi ses hommes, mais Sagipa empêche la désertion, ordonnant plutôt un retrait minutieux. Le Zipa Nemequene est transporté dans son camp, où il meurt cinq jours plus tard. transféré dans ses appartements de campagne, où il est mort cinq jours plus tard.
Tisquesusa, le successeur légitime de Nemequene, doit se retirer du champ de bataille pour accomplir la cérémonie d'El Dorado dans la lagune sacrée de Guatavita, laissant à Sagipa le commandement de son armée. Ce dernier réussi à soumettre le seigneur d'Ubaque, qui voulait s'allier au zaque Eucaneme. Une fois la cérémonie d'El Dorado accompli, Tisquesusa se précipite pour rejoindre à nouveau son frère afin de préparer une attaque définitive contre le Zaque; mais le chef sacré de la seigneurie religieuse de Suamox s’interpose entre les deux armées et forces les belligérants à négocier une trêve. La trêve est sur le point de se terminer lorsque les Espagnols, commandés par Gonzalo Jiménez de Quesada, arrivent sur le territoire de la Confédération Muisca.

### Conflit pour la succession
En 1537 arrivent sur le territoire de la Confédération Muisca les Espagnols, commandés par Gonzalo Jiménez de Quesada, qui tuent le Zipa Tisquesusa à proximité de Facatativá.
Le conflit généré par l’avènement de Sagipa au trône du Zipanat est d'abord dû au fait que chez les Muiscas, les règles de succession ne sont pas patrilinéaires mais matrilinéaires.
À cet égard, un neveu du Zipa, fils de sa sœur (ou de l'aînée de ses sœurs), a la priorité sur les frères et sur les enfants du Zipa lui-même. Cependant l'attitude servile démontrée par Chiayzaque, l’héritier légitime du Zipanat, auprès des Espagnols, motive les troupes à proclamer à sa place Sagipa.
Sagipa bénéficie du soutien d'une grande partie de la population, ainsi que de quelques chefs et de la quasi-totalité de l'armée. Cependant, ni la famille royale ni les nobles du Zipanat ne sont prêts à le reconnaître comme Zipa légitime, en particulier les nobles Quixinimegua et Quixinimpaba, partisans de Chiayzaque, font de leur mieux pour entraver les ordres de Sagipa. D'autre part, Chiayzaque dénonce son oncle auprès des Espagnols comme étant un usurpateur ne respectant pas les règles de succession matrilinéaire.

### Règne
Une fois Zipa, Sagipa mène ses troupes contre les Espagnols, leur causant quelques pertes d'importance.
Deux facteurs cependant joue contre lui : d'une part, les puissants Panches, anciens rivaux des Muiscas, attaquent à nouveau la population frontalière de Zipacon; et deuxièmement, certains chefs Muiscas sont ouvertement hostiles à son gouvernement.

#### Alliance avec les espagnols
Dans cette situation délicate, Sagipa décide de négocier une alliance avec les Espagnols. Le Zipa envoye deux messagers à Bosa, où siègent l’armée espagnole, avec pour mission de proposer la paix à Gonzalo Jiménez de Quesada. Sans attendre la réponse des messagers, Sagipa se présente au camp de Quesada. Il arrive transporté sur une chaise d'or, et précédé de nombreux serviteurs chargés de cadeaux tél que des figurines d'or, des émeraudes et des couvertures en coton. Les Espagnols sont très impressionnés par l'élégance et la splendeur du Zipa.
Lors de la rencontre de Quesada avec Sagipa, le commandant espagnol a beaucoup de mal à convaincre le Zipa, par l'intermédiaire d'un interprète Muisca, qu'il devait jurer fidélité et soumission à Charles Quint d'Espagne. Il le convainc finalement, lui faisant voir que tous les dirigeants d'autres peuples autochtones ont fait de même. Une fois la réunion terminée, Sagipa retourne à Bogota.

#### Bataille de Tocareme
Quelques jours après avoir conclu l’alliance avec les Espagnols, Sagipa se rend auprès de Gonzalo Jiménez de Quesadas pour lui demander son aide dans la guerre contre les Panches, ennemis des Muiscas, qui ont récemment pris d'assaut Zipacón, prenant de nombreux captifs et détruisant les semis et les cultures. Quesada accepte, et ainsi 20.000 guerriers muiscas et quarante soldats espagnols partent pour le territoire Panche d'Anolaima. Après plusieurs batailles sanglantes, les Panches sont finalement soumis,,,.

#### Torture et mort
Après la défaite des Panches contre l'armée commune des Espagnols et des Muiscas, Jiménez de Quesada exhorte Sagipa à lui révéler l'endroit où se trouve un trésor que Tisquesusa cacha à l'arrivée des Espagnols. Le conquistador donne à Sagipa un délai d’un mois pour remplir un bohío d'or jusqu'au plafond. Cependant Sagipa ne peut pas accomplir les ordres de Quesada, et il est soumis à la torture jusqu’à sa mort au début de 1539 à Bosa, à la suite de graves blessures causées par cette torture.